# Autopista Albania-Kosovo
La autopista A1 de Albania, más conocida como Autopista Albania-Kosovo (Rruga e Kombit en Albania o Rruga Dr. Ibrahim Rugova en Kosovo), es una autopista de cuatro carriles construida en 2006 entre Albania y Kosovo por el consorcio turco-estadounidense Bechtel-ENKA y por otras empresas austriacas y albanesas. La carretera comienza cerca de Lezhë, en Albania, pasa por Kukës como parte de la carretera estatal SH5, entra en Kosovo como R7 y termina en Pristina, cerca de Gjergjica. Forma parte de la Ruta 7 de Europa Sudoriental, la autopista conecta los puertos adriáticos de Durrës y Shengjin en Albania a Pristina, con el E75 (parte del Corredor X) cerca de Niš, en Serbia.
Conocida como la "carretera patriótica", la autopista vincula a los albaneses de Kosovo y Albania , ayudando a impulsar los lazos culturales y económicos entre ambos territorios. El proyecto urbanístico de la A1 ha sido el más grande de Albania en décadas y ha costado más de mil millones de euros. Incluye un túnel de seis kilómetros de longitud en Albania, facilitando los viajes y el comercio para los cientos de miles de personas que se desplazan a Albania durante las vacaciones de verano y para negocios.

## Impacto económico y cultural
Desde el fin de la guerra de Kosovo en 1999, cientos de miles de albaneses habían cruzado las viejas y raídas carreteras de montaña para ir desde Kosovo hasta las playas de Albania. Por ello, se planteó construir una autopista que consiguiese: "mejorar un turismo anual recurrente y duplicase el tamaño de la industria turística albanesa", mientras permitía a ambas comunidades mejorar su conexión para las importaciones y exportaciones, especialmente de productos de agricultura. Los viajes han bajado su duración hasta las dos horas y media, desde las siete que costaba antiguamente.
Una vez finalizado, el proyecto uniría el mar Adriático con el Corredor Paneuropeo X en la ruta E80 cerca de la ciudad de Merdar, entre la frontera serbokosovar (que Serbia considera como frontera interna).
El congresista estadounidense Eliot Engel comparó la visión de Sali Berisha de construir la autopista con los proyectos de carreteras estadounidenses de Eisenhower.